# Acide alpha-linolénique
Ne doit pas être confondu avec Acide linoléique.
Pour les articles homonymes, voir Acide linolénique et ALA.
L'acide α-linolénique (ALA) est un acide gras polyinsaturé oméga-3 correspondant à l'acide tout-cis-Δ9,12,15 octadécatriénoïque (18:3). Sa formule brute est C18H30O2 et sa masse molaire 278,43 g·mol-1. C'est un acide carboxylique avec une chaîne de 18 atomes de carbone et trois doubles liaisons cis ; la première des doubles liaisons est positionnée sur le troisième atome de carbone compté depuis la fin de la chaîne, notée ω. C'est le principal acide gras Oméga-3.
L'acide α-linolénique est un acide gras essentiel car il fait partie des aliments, indispensables, non synthétisés par les mammifères. C'est aussi l'acide gras principal qui compose les membranes thylacoïdes des feuilles vertes des plantes. Les plantes vertes et aussi les animaux qui en mangent sont sources de cet acide gras. Certaines graines et donc les huiles tirées de ces graines sont riches en ALA, en particulier les graines de chia, de lin, de cameline, de colza, de chanvre, de soja et les noix. Mais ces huiles et graines contiennent aussi des oméga-6 qui sont en concurrence avec les oméga-3 au niveau cellulaire, de sorte que leurs effets physiologiques sont opposés.

## Effets sur la santé
Des études ont montré qu'une plus grande consommation d'ALA réduisait les risques de maladies cardiovasculaires,,,, mais le mécanisme mis en jeu reste obscur. Le corps est capable de convertir l'acide α-linolénique en acide eicosapentaénoïque (EPA) et en acide docosahexaénoïque (DHA), mais on ne sait pas lequel des trois a un effet bénéfique contre l'arythmie cardiaque. 
D'une manière générale les études ne permettent pas de mettre en évidence un effet de la consommation d'ALA (ou plus généralement d'oméga-3) sur la prévalence de certains cancers,,, sauf peut-être pour le cancer du sein.
Plusieurs études réalisées au tournant du XXIe siècle ont montré une corrélation entre la consommation d'acide α-linolénique, et un risque accru de cancer de la prostate,. Ce risque a été évalué indépendamment de la source du composé (viande ou huile végétale par exemple). Cependant, une méta-analyse plus récente (2009) a mis en évidence des biais dans les publications antérieures et a conclu que dans l'éventualité où l'acide α-linolénique contribue effectivement à un risque accru de cancer de la prostate, l'augmentation de ce risque serait assez faible, tandis qu'une étude de 2006 n'avait trouvé aucune association entre l'apport total d'acide α-linolénique et le risque global de cancer de la prostate. Par ailleurs, une étude in vitro de 2013 indique que l'ALA pourrait limiter le développement de cellules cancéreuses sans altérer celui des cellules saines.
L'acide α-linolénique pourrait également intervenir dans l'apparition de la dégénérescence maculaire lié à l'âge.
D'autres recherches donnent des résultats intéressants in vivo contre l'ischémie.
Du point de vue des allégations de santé (réglementées par une autorisation centralisée pour l'Union européenne), l'allégation de santé suivante a été autorisée en 2012 : « L'acide alpha-linolénique contribue à l'entretien de taux de cholestérol sanguins normaux », sous condition que l'aliment possède les propriétés pour être une source d'oméga-3 (Règlement 1924/2006) et que la quantité ingérée d'ALA soit d'au moins 2g/jour.